# Bắc Giang
Bắc Giang wymowaⓘ – miasto w północnym Wietnamie, stolica prowincji Bắc Giang. W 2012 roku ludność miasta wynosiła 54 027 mieszkańców.

## Współpraca
- Madison, Stany Zjednoczone